# Lissonotus spadiceus
Lissonotus spadiceus é uma espécie de coleóptero da tribo Lissonotini (Cerambycinae); com distribuição na Argentina, Brasil (Bahia - Rio Grande do Sul) e Paraguai.

## Sistemática
- Ordem Coleoptera
  - Subordem Polyphaga
    - Infraordem Cucujiformia
      - Superfamília Chrysomeloidea
        - Família Cerambycidae
          - Subfamília Cerambycinae
            - Tribo Lissonotini
              - Gênero Lissonotus
                - L. spadiceus Dalman, 1823